# Fröken
Fröken (förkortat frk.) är en artighetstitel för en ogift kvinna. Som titel var den vanligare förr. Titeln kom till Sverige på 1500-talet och användes enbart av adliga och kungliga kvinnor fram till titelreformen 1866. Titeln lades bort vid 1960-talet. 

## Historik
Historiskt användes initialt titeln fröken endast för ogifta kvinnor inom adeln. Titeln kom till Sverige från Tyskland, och användes på 1500-talet endast av kungafamiljens medlemmar.  Ordet är ett lånord från medellågtyskans "vrouken" som är sammansättningen av "vrouwe" (fru, dam) och den diminutiva ändelsen "ken" (högtyskans chen). Ännu under 1600-talet användes titeln av drottning Kristina, och den första person utanför kungahuset som använde titeln var Ebba Brahe under 1600-talet. Fram till 1719, då den svenska hovstaten reformerades, kallades ogifta adliga hovdamer för hovjungfrur i stället för hovfröknar. År 1733 tycks alla adliga ogifta kvinnor kallas fröknar, och de borgerliga ogifta kvinnorna kallas mamsell. 
År 1866 förde Aftonbladet en kampanj, ledd av August Sohlman, för att alla ogifta kvinnor skulle kallas fröken. Enda undantagen skulle vara kvinnor under polisuppsikt. Reformen genomfördes efter ståndsriksdagens avskaffande på 1860-talet. Det fick till resultat att mamselltiteln helt försvann. Vid mitten av 1870-talet uppges denna reform helt ha slagit igenom i samhället.  
Denna förändring kallades Frökenreformen. Kampanjen drevs av flera liberala tidningar, men främst av Aftonbladet, och i konservativa kretsar kallades de kvinnor som blev kallade fröknar trots att de inte var adliga för "Aftonbladetfröknar" så sent som vid sekelskiftet 1900.
Under 1900-talet började fröken användas för tilltal av vissa kvinnliga yrkesutövare utan avseende på om de var gifta eller ej, exempelvis butiksbiträden, växeltelefonister och lärarinnor.
I Sverige har bruket av denna artighetstitel minskat, men titeln finns kvar i telefontjänsten Fröken Ur och i skönhetstävlingen Fröken Sverige. Ibland används fröken som tilltalsord på en servitris och som tilltal och informell beteckning på lärare som är kvinnor (särskilt som motsvarighet till magister och bland yngre barn). Bakgrunden är att lärare som var kvinnor oftast var ogifta förr och därmed tilltalades med titeln fröken av sina elever.

## Inom kulturlivet
Den så kallade frökenreformen togs upp i en nyårsrevy på Dramaten i Stockholm 1867, där revyn Mellan 11 och 12 av Hedberg avslutades med kupletten:
Bort med mamseller, de gamla spöken!
Nu varje flicka får heta fröken,
om hon ej föredrar att bli fru
år 1867.
På Dramatens affischer genomfördes dock inte reformen förrän efter direktör Erik af Edholms avgång hösten 1881.

## Motsvarigheter på andra språk
På engelska används titeln miss för ogifta kvinnor. Det är en sammandragning av ordet mistress. Sammandragningen kom i och med uppdelningen mellan mrs för gifta och miss för ogifta som genomfördes på 1600-talet (tidigare användes mrs för båda).
På senare tid har även Ms. vuxit fram som ett äktenskapsneutralt alternativ. Denna är en sorts motsvarighet till männens mister (Mr.), som ju inte avslöjar personens äktenskapliga status.
På tyskan så motsvaras "fröken" av ordet fräulein, vilket förr användes för ogifta kvinnor men knappt finns längre idag. Ett direktiv från det tyska inrikesministeriet 1971 anpassade myndigheters språkbruk till jämställdheten och bestämde frau som tilltal för både gifta och ogifta kvinnor.
På franska motsvaras fröken av mademoiselle. Det används som tilltal till alla yngre kvinnor om man inte vet att de är gifta. Uppdelningen är dock svår att upprätthålla i praktiken, och titelbruket har (liksom miss/Mrs.-uppdelningen i engelskan) på senare år utsatts för kritik. Inte heller i franskan finns en motsvarande uppdelning för män, där både unga och äldre män (ogifta som gifta) tituleras Monsieur (förkortat M.). December 2012 deklarerade det franska regeringskansliet att Mademoiselle bör tas bort som titulatur inom Frankrikes offentliga förvaltning, till förmån för Madame. Därmed uttrycktes att både unga och äldre kvinnor (ogifta som gifta) ska kunna benämnas med samma titel.